# Киска-Елга (Туймазинский район)
Киска-Елга (баш. Ҡыҫҡайылға — короткая река) — деревня в Туймазинском районе Республики Башкортостан Российской Федерации. Входит в состав Татар-Улкановского сельсовета.

## География

### Географическое положение
Расстояние до:
- районного центра (Туймазы): 8 км,
- центра сельсовета (Татар-Улканово): 4 км,
- ближайшей ж/д станции (Туймазы): 8 км.

## Население
| 2002 | 2009 | 2010 |
| ---- | ---- | ---- |
| 57   | ↗70  | ↗71  |

Национальный состав
Согласно переписи 2002 года, преобладающая национальность — башкиры (72 %).

## Религия
В деревне есть мечеть.